# Enypia moillieti
Enypia moillieti là một loài bướm đêm trong họ Geometridae.